# Essey Kiflom
Essey Kiflom (7 luglio 1993) è un calciatore eritreo, difensore dell'Al-Tahrir.

## Carriera

### Club
Dal 2010 gioca in patria, nell'Al-Tahrir.

### Nazionale
L'11 novembre 2011 ha esordito con la Nazionale eritrea nella partita pareggiata per 1-1 contro il Rwanda e valevole per le qualificazioni ai Mondiali 2014.